# Arthur Schabinger
Arthur August Schabinger (Sabetha, 6 agosto 1889 – Atlanta, 13 ottobre 1972) è stato un allenatore di pallacanestro, allenatore di football americano e dirigente sportivo statunitense.
È membro del Naismith Memorial Basketball Hall of Fame dal 1961 in qualità di contributore.
Nell'arco dell'intera sua carriera da allenatore, ha vinto circa l'80% delle partite disputate dalle proprie squadre. Fu uno dei fondatori della National Association of Basketball Coaches (NABC), di cui divenne presidente nel periodo 1931-1932. Svolse un ruolo decisivo nell'introduzione della regola che obbligava ciascuna squadra a superare la linea di metà campo con il pallone entro dieci secondi dalla rimessa in gioco.
Fece parte inoltre del NABC Rules Committee e dell'Amateur Athletic Union Basketball Committee.